# Parafia Najświętszej Maryi Panny Saletyńskiej w Ostrowcu Świętokrzyskim
Parafia pw. Najświętszej Maryi Panny Saletyńskiej w Ostrowcu Świętokrzyskim – parafia rzymskokatolicka znajdująca się w diecezji sandomierskiej, w dekanacie Ostrowiec Świętokrzyski. Parafia erygowana w 1946 r. z parafii św. Michała Archanioła w Ostrowcu Świętokrzyskim. Mieści się przy ulicy Piaski, na osiedlu Piaski Henryków.

## Historia
Parafię erygowano 15 października 1946 roku, w 100-lecie objawienia w La Salette, i związano pleno iure ze Zgromadzeniem Księży Misjonarzy Saletynów, którzy prowadzili działalność duszpasterską i kontynuowali budowę kościoła. 
1 sierpnia 1947 r. ks. bp ordynariusz Jan Kanty Lorek powierzył prowadzenie parafii księżom diecezjalnym. Pierwszym proboszczem został ks. Izydor Papier, który wykończył kaplicę i zbudował drewnianą plebanię. W latach 1958–1963 funkcję proboszcza pełnił ks. Jan Bania. Mimo przeszkód ze strony władz komunistycznych udało mu się zbudować tzw. dolny kościół, poświęcony 23 listopada 1960 roku przez ks. bp ordynariusza Jana Kantego Lorka, przy udziale ks. bp pomocniczego Piotra Gołębiowskiego. 18 września 2011 r. biskup sandomierski Krzysztof Nitkiewicz ogłosił świątynię Diecezjalnym Sanktuarium Najświętszej Maryi Panny Saletyńskiej. Jest to już drugie diecezjalne sanktuarium w Ostrowcu Świętokrzyskim, obok Diecezjalnego Sanktuarium Miłosierdzia Bożego, co czyni Ostrowiec Świętokrzyski ważnym ośrodkiem religijnym diecezji sandomierskiej. 

## Wspólnoty
Przy parafii działają następujące wspólnoty, stowarzyszenia i grupy:
- Apostolstwo Rodziny Saletyńskiej
- Chór parafialny „Cantate Domino” działający od 2007 roku pod batutą mgr Andrzeja Budzińskiego
- Grupa modlitewna Magnifikat
- Koło Przyjaciół Radia Maryja
- Koło Przyjaciół Wyższego Seminarium Duchownego w Sandomierzu
- Liturgiczna Służba Ołtarza
- Neokatechumenat
- Oaza Rodzin
- Parafialny Zespół Caritas
- Schola „Saletynki”
- Stowarzyszenie Rodzin Katolickich
- Wspólnota Krwi Chrystusa
- Wspólnota Żywego Różańca
- Punkt Poradnictwa Rodzinnego i Świetlica parafialna „Saletynka”[1]

oraz:
- Katolickie Stowarzyszenie Młodzieży
- Akcja Katolicka
- Katolickie Centrum Pomocy Rodzinie (skupia lekarzy, psychologów, nauczycieli i wolontariuszy)
- Rycerze Kolumba (zgromadzeni w ostrowieckiej radzie lokalnej nr 15142 im. Matki Bożej Saletyńskiej)